# Benito Bello de Torices
Benito Bello de Torices (Benavente, c. 1660 – Madrid, c. 1718) fue un compositor español del período barroco, maestro de capilla del Convento de Las Descalzas Reales, de la iglesia real de San Cayetano y profesor de la Real Casa de Caballeros Pajes, Madrid, durante los reinos de  Carlos II y de Felipe V. También fue cantor y maestro de capilla en la Iglesia Magistral de Alcalá de Henares.
No debe confundirse con Alonso de Torices (1635–1684), compositor barroco y maestro de capilla, también de Benavente.

## Biografía
Era de estirpe hidalga, acreditada con ejecutoria dada a la familia por los Reyes Católicos en el año 1498, hijo de Juan Bello de Torices, natural de Lago, quien durante muchos años fue alguacil mayor y mayordomo del Conde de Benavente y que también fue músico tenor y maestro de capilla, y de Teresa Torices, natural de Benavente. Se casó con Ana Pérez Daza y Bravo antes de 1687, y de ella tuvo un hijo, también músico y compositor, Juan de Alaejos, monje jerónimo de El Escorial. Probablemente este hijo fue el responsable de la compilación de la obra de su padre que se encuentra en dicho monasterio, y que incluye cuatro misas de ocho partes acompañadas por dos órganos, 17 villancicos y otras quince obras en latín. Allí aparecen además distintas antífonas, cánticos, himnos, letanías, motetes, salmos, secuencias y otras composiciones varias. El caso es que, hacia 1690 o 1691, Benito Bello recaló en Alcalá de Henares, si bien la primera noticia documental que de él existe allí data de 1693, cuando figura como cantor (tenor) avecindado allí. Durante algunos años fue tenor de la capilla musical que existía en la Iglesia Magistral, bajo la dirección del maestro de capilla para dar interpretación musical a los cultos litúrgicos.
Fue discípulo de Andrés Lorente y condiscípulo de José de Torres, y alcanzó a ser maestro de capilla de la colegiata magistral de Alcalá de Henares entre 1699 y 1710. Hay noticia de unos villancicos que compuso en 1705:

Que se han de cantar en la Santa Iglesia Magistral de S. Iusto, y Pastor de Alcalá de Henares, en los Maytines de Navidad de ese año.

Y en 1696 ya había compuesto igualmente villancicos para la Iglesia de San Cayetano (Madrid). Las últimas noticias que de este maestro de capilla se poseen se refieren a la aprobación que, fechada en Madrid el 11 de abril de 1714, hizo para el libro de Fray Antonio Martín y Coll titulado Arte de Cantollano, y Breve resumen de sus principales reglas, para cantores de Choro, donde se titula como "maestro de capilla, que fue de la iglesia Magistral de la ciudad de Alcalá y electo de la Santa Iglesia de La Seo de Zaragoza". Entre los trabajos suyos que aún se conservan se encuentran villancicos, estribillos. En la catedral de Salamanca se conservan dos villancicos, un motete, una letanía y un Al Santísimo Sacramento; también hay otras obras suyas en Munich.

### Partituras
- Fuego ay que me abraso, villancico digitalizado por el CSIC.
- Dixit Dominus Domino meo, salmo a ocho voces digitalizado por el CSIC.

- Datos: Q4888084